# Transparent Network Substrate
Transparent Network Substrate (TNS), uma tecnologia de rede de computadores proprietária da Oracle, suporta conectividade homogênea peer-to-peer no topo de outras tecnologias de rede como TCP/IP, SDP e pipes nomeados. O TNS opera principalmente para conexões a bancos de dados Oracle.

## Protocolo
O TNS usa um protocolo proprietário. Alguns detalhes, entretanto, têm sido de engenharia reversa.